# Лялин, Дмитрий Васильевич
Дми́трий Васи́льевич Лялин (1772—1847) — русский военный деятель, генерал-майор, герой Отечественной войны 1812 года.

## Биография
Родился 20 (31) октября 1772 года в усадьбе Мерёво Новгородского уезда Новгородской губернии.
Начал службу в 1786 году капралом 1-го Морского батальона, расположенного в Кронштадте, и в том же году был переведён фуражиром в Морской кадетский корпус.
Произведённый в 1788 году в подпоручики, он на корабле «Изяслав» участвовал в жарком морском сражении близ острова Гогланда. Затем в чине поручика поступил в эскадру вице-адмирала Мусина-Пушкина и находился на корабле «Св. Пётр» в сражении при острове Эланд.
В 1790 году на корабле «Двенадцать апостолов» он участвовал в упорном морском сражении при Красной Горке, решившем судьбу Петербурга. Через месяц после этого знаменитого сражения, находясь на этом же корабле, Лялин участвовал в сражении с неприятелем во время его прорыва из Выборгского залива, где он был заперт Чичаговым.
По заключении мира со шведами в августе 1790 года Лялин снова поступил на береговую службу; с производством в капитаны (1792 год) его перевели во флотские батальоны, через полгода его произвели в майоры и назначили командиром 2-го морского батальона в Кронштадте.
В первые годы своего царствования Павел I издал новый воинский устав и, лично зная Лялина по прежней службе, поручил ему введение этого устава в войсках, расположенных в Кронштадте. Исполнив поручение, Лялин в январе 1797 года перевёлся в Астраханский гренадерский полк, где ему было высочайше повелено осмотреть полевые и гарнизонные полки Московской инспекции и ввести в них порядок службы по новому уставу. За успешное исполнение этого поручения он был награждён орденом Св. Анны 3-го класса на шпагу.
В том же 1798 году Лялин был переведён в новоучреждённый в Москве Мушкетёрский генерал-майора Павлуцкого полк и по случаю неприбытия шефа, формировал его, в семимесячный срок до такой степени знания службы, что полк этот мог равняться со старыми полками Московской инспекции.
В 1799 году он был назначен командиром сформированного им полка, именовавшегося последовательно по фамилиям своих шефов: полком Павлуцкого, графа Ивелича и Рунича. В том же году Лялин был произведён в подполковники, 1800 году — в полковники. С воцарением императора Александра I полк, где служил Лялин, получил наименование Навагинского.
В 1808 году, когда открылись военные действия против шведов, Лялин был послан туда для усиления генерал-адъютанта князя М. П. Долгорукова, стоявшего близ Сердоболя, и принял участие в кровопролитном и для нас неудачном сражении у Иденсальми, где был ранен. Император Александр наградил Лялина за это сражение золотой шпагою с надписью «За храбрость».
В 1809 году полк Лялина был послан в Умео под начальство графа Н. М. Каменского, который назначил его комендантом своей главной квартиры. В этом звании Лялин участвовал в удачном сражении при Севаре, после которого Швеция вынуждена была просить мира.
По заключении Фридрихсгамского мира Лялин был назначен шефом находившегося в Молдавской армии Одесского мушкетёрского полка, но в следующем году получил повеление принять Тенгинский мушкетёрский полк, расположенный в Лифляндии и вошедший в 1-й корпус графа Витгенштейна.
В Отечественную войну 1812 года во время общего отступления 1-й западной армии Тенгинский полк имел жаркое сражение с неприятелем близ Вилькомира. Далее Лялин участвовал в Клястицкой битве, в битве под Свольной, в сражениях под Полоцком (за которое был произведён в генерал-майоры), под Чашниками, под Смольянами (получил орден Св. Владимира 3-й степени), под Борисовым (получил алмазные знаки ордена Св. Анны 2-го класса) и под Лабнау (получил орден Св. Георгия 4-го класса).

## Заграничные походы
В 1813 году Лялин находился при блокаде Данцига, Кюстрина и Шпандау. В Люценском сражении он был ранен и за отличие в этом сражении был награждён орденом Св. Анны 1-й степени. Излечившись от раны Лялин вернулся в армию и сражался с корпусом Витгенштейна под Кенигштейном, под Гестльсдорфе, у Петерсвальда и под Кульмом, где был ранен пулею в лоб.
За его боевые подвиги император Александр объявил ему своё монаршее благоволение, а король Прусский Фридрих Вильгельм III пожаловал орденом Красного орла 2-й степени. По излечении от раны Лялин был назначен (1813 год) в отряд генерал-майора Гельфрейха и находился при блокаде крепости Киля, а затем Страсбурга. В январе того же года он обложил крепость Фальцбург и по взятии её, присоединился к своему корпусу, с которым участвовал в сражениях при Троа, Арсис-сюр-об и Фершампенуазе. 18 марта, накануне вступления императора Александра в Париж, Лялин, начальствуя Тенгинским и Эстляндским полками в авангарде графа П. П. Палена, до рассвета занял селение Роменваль и здесь 4 часа сражался с французами. За это дело император Александр пожаловал ему орден Св. Георгия 3-го класса.
В 1814 году Лялина назначили командиром 1-й бригады 14-й пехотной дивизии Гельфрейха, состоявшей из Тульского и Навагинского полков, но едва он успел вернуться в Россию, как бегство Наполеона с острова Эльба вызвало его опять за пределы отечества.
В июле 1815 года он выступил в поход и доходил с бригадою до Силезии, но вследствие Ватерлооской битвы, окончательно сокрушившей могущество Наполеона, повел её обратно в Россию. После вторичного похода за границу Лялин в 1816 году вышел в отставку и поселился в своём имении — сельце Дмитриевском Псковской губернии, посвящая свободное время сельскому хозяйству и улучшению быта своих крестьян.
Родовое имение Дмитрия Васильевича Лялина располагалось в деревне Мерёво Лужского уезда Петербургской губернии. В советские времена на фундаменте барского дома была выстроена сельская школа. Некоторое время, после закрытия школы, здание находилось в полуразрушенном состоянии, парк пребывал в запустении. На данный период времени в бывшем усадебном доме расположилась база отдыха, известная под названием «Мишкина дача». Усадьба восстановлена практически в первоначальном виде благодаря стараниям нынешнего владельца усадьбы Великанова Михаила. Открыт памятник генералу Лялину Д.В. Ведутся работы по восстановлению исторического облика паркового ансамбля усадьбы.

## Комментарии
1. ↑  Троицкое кладбище — кладбище при Троицкой церкви села Вертутино Лужского уезда[4], ныне — урочище в Оредежском сельском поселении[5], Лужский район Ленинградской области.

## Источник
- Лялин, Дмитрий Васильевич // Русский биографический словарь : в 25 томах. — СПб., 1914. — Т. 10: Лабзина — Ляшенко. — С. 828—829.
- Словарь русских генералов, участников боевых действий против армии Наполеона Бонапарта в 1812—1815 гг. // Российский архив. История Отечества в свидетельствах и документах XVIII—XX вв. : Сборник. — М.: студия «ТРИТЭ» Н. Михалкова, 1996. — Т. VII. — С. 461—462. — ISSN 0869-20011. (Комм. А. А. Подмазо)